# Càlam (mitologia)
|  | Aquest article tracta sobre el personatge de la mitologia grega. Vegeu-ne altres significats a «Càlam». |

Càlam (en grec antic, Κάλαμος Kálamos; en llatí Calămus) és un personatge de la mitologia grega. És fill de Meandre, el déu del riu homònim.

## Mitologia
Una història de les Dionisíaques de Nonnos explica l'amor de dos joves, Càlam i Carpos. Carpos es va ofegar al riu Meandre mentre tots dos competien en una cursa de natació. En el seu dolor, Càlam també es va permetre ofegar. Aleshores, es va transformar en una canya d'aigua, el sospir de la qual al vent s'interpretava com un sospir de lamentació. La canya d'aigua acorus calamusare que té una olor fragant rep el nom de Càlam i d'aquest mite.
El poema Calamus de Walt Whitman en Fulles d'herba pot haver estat inspirat en aquesta història.

## Etimologia de la paraula Càlam
Es poden trobar paraules similars en sànscrit (कलम kalama, que significa «canya» i «bolígraf», així com un tipus d'arròs), hebreu (קֻלְמוֹס kulmus, que significa «ploma») i llatí (calamus), així com l'antic grec κάλαμος (kálamos). És probable que la paraula àrab قلم qalam (que significa «bolígraf» o «bolígraf de canya») hagi estat manllevada d'una d'aquestes llengües a l'antiguitat. La paraula suahili kalamu («bolígraf» o «llapis») prové de l'àrab qalam.
Els grecs també utilitzaven el terme per a diversos instruments de vent, especialment, però no necessàriament, instruments de canya, incloent-hi l'aulos, o el plural kalamoi per a la siringa.